# Vuelta Ciclista del Uruguay 1988
La 45.ª edición de la Vuelta Ciclista del Uruguay se disputó entre el 24 de marzo y el 3 de abril de 1988.
Fue ganada por el cubano Rubén Companioni, en un año en que los isleños lograron quedarse con todas las clasificaciones. Fue seguido en el podio por el argentino Eduardo Trillini y por otro compañero de Companioni, Antonio Hernández.
Esta fue una de las ediciones más polémicas en la historia de la Vuelta debido a la lucha de intereses por organizarla, lo que provocó que con pocos días de diferencia hubiera dos "Vueltas del Uruguay", siendo esta carrera que ganó Companioni la reconocida como oficial, mientras "la otra Vuelta" quedó fuera del palmarés y posteriormente se le designó como "Tour Criollo"".

## La Vuelta & Tour Criollo

### Antecedentes: La Guerra de las radios
A mediados de 1984, el Club Policial tenía problemas económicos para organizar la Vuelta que correspondería a 1985. A su vez, CX 18 Radio Sport también tenía problemas internos que llevaron a que se demoraran en la decisión de firmar el contrato con el club organizador. La demora e indecisión de Radio Sport y la urgencia de la situación, hizo que el Policial buscara rápidamente otro medio para transmitir la Vuelta de 1985, firmando contrato con CX 147 Radio Cristal, quién adquirió los derechos de transmisión en forma exclusiva. Esto originó la llamada "Guerra de las radios", ya que Radio Sport presentó una denuncia contra Radio Cristal ante ANDEBU, denuncia que fue desestimada. Los problemas en el Club Atlético Policial continuaron, y la Federación Ciclista viendo peligrar la realización de la Vuelta decidió pasar a ser coorganizador junto con el club.

### Dos Vueltas en 20 días
Luego de la Vuelta de 1987, la Federación Ciclista Uruguaya apartó al Policial de la organización, haciéndose con el control de la carrera. Lejos de aceptar la resolución, el Club Atlético Policial decidió que organizaría su Vuelta de igual forma, en conjunto con el Club Ciclista General Hornos y firmando un contrato para la transmisión radial con CX 16 Radio Carve y CX 22 Radio Universal y televisiva con canal 12. La carrera fue programada con un prólogo y 6 etapas, entre el 15 y el 20 de marzo de 1988. Mientras tanto la Federación hacía lo mismo y programaba su Vuelta para la fecha habitual de semana de turismo, entre el 24 de marzo y el 3 de abril (con solo 4 días entre una Vuelta y otra) y Radio Cristal y canal 4 como medios de difusión radial y de TV.
Tanto unos como otros, decían que su Vuelta era la verdadera y mientras el Club Atlético Policial promocionaba que "la Vuelta es la que organiza el Policial", la Federación Ciclista Uruguaya promocionaba que "la Vuelta es la de semana de turismo". Por su parte, durante la disputa de las dos carreras, en la prensa escrita a ambas se les denominaba "Vuelta Ciclista del Uruguay".

### La Vuelta del Policial/Tour Criollo
Además de la polémica principal de cual era la Vuelta verdadera, también hubo polémica durante la disputa de ambas. La Vuelta del Policial se inició con un prólogo y luego las etapas Montevideo-Maldonado, Rocha-Treinta y Tres, Treinta y Tres-Melo (y luego una contrarreloj), Melo-Tacuarembó, Batoví-Durazno y Sarandí Grande-Montevideo. Contó con la participación extranjera de los equipos brasileños de Caloi y Pirelli y los dos lograron hacerse con etapas (Marcos Mazzaron del Caloi ganó en Maldonado y Cassio Freitas de Pirelli en Melo). Pero ambas escuadras no pudieron terminar la carrera ya que la Federación Paulista recomendó a propietario de Caloi (Bruno Caloi) que no siguieran en carrera, porque según la FIAC, (Federación Internacional Amateur de Ciclismo que por ese entonces regía el ciclismo amateur) no estaban habilitados y se exponían a una sanción de un año. Esto despertó el malestar del director técnico de Caloi, Juan José Timón, pero ante el llamado del dueño del equipo, debieron hacer abandono de la competencia no tomando la salida en Treinta y Tres. Lo mismo aconteció con la Pirelli un día después, no saliendo el equipo en la etapa Melo-Tacuarembó.
En la parte deportiva, la carrera la dominó ampliamente el Club Ciclista Amanecer, quienes asumieron el liderato con Federico Moreira tras la contrarreloj en Melo y sin contratiempos arribaron a Montevideo con la malla de líder. La clasificación final fue 1° Federico Moreira (Amanecer), 2° Néstor Días (CC Maldonado), 3° José Asconeguy (Amanecer), 4° Rúben Emilio Martínez (Fiat Lux) y 5° José Cardozo (Intrépido de Rocha).
Con el paso del tiempo y terminada la polémica de cual era la verdadera, esta vuelta quedó para la historia como "Tour Criollo".

### La Vuelta de turismo/Vuelta oficial
Lo mismo que pasó en la Vuelta del Policial, la Vuelta de Turismo también era llamada en la prensa Vuelta Ciclista del Uruguay. Contó con la participación extranjera de la selección de Cuba, el equipo español Café La Brasileña (con el uruguayo Alcides Echeverri en sus filas) y los argentinos Sub Oficiales de la Policía Federal e Indios de Moreno.
La polémica de esta carrera se presentó nada más disputado el prólogo en las Canteras del Parque Rodó. La ausencia policial y la poco clara marcación del circuito llevó a que dos corredores equivocaran el trayecto, Gustavo de los Santos (España-La Paz) y quien venía de ganar hacía 4 días la otra Vuelta, Federico Moreira del Amanecer que terminó a 1:02 del que ganó el prólogo, el cubano Antonio Quintero. Por la noche el presidente del club se reunió con los dirigentes de la Federación y comisarios de la carrera, tratando de modificar la situación debido al caos que reinó durante el prólogo. Ante la negativa de modificar lo sucedido por parte de los jueces, el Amanecer decidió abandonar la carrera y no presentarse en la primera etapa.

## Etapas
| Etapa   | Fecha       | Recorrido                                        | km       | Ganador (equipo)                                 | Líder             |
| Prólogo | 24 de marzo | Prólogo en Montevideo (Canteras del Parque Rodó) | 2        | Antonio Quintero (Fed. de Cuba)                  | Antonio Quintero  |
| 1.ª     | 25 de marzo | Pando-La Paloma                                  | 198      | Pedro Paiz (Cruz del Sur)                        | Pedro Paiz        |
| 2.ª A   | 26 de marzo | La Paloma-19 de Abril-La Paloma                  | 82       | Eugenio Gallego (Café La Brasileña)              | Rúben Companioni  |
| 2.ª B   | 26 de marzo | La Paloma-La Paloma                              | 24 (CRI) | Rubén Companioni (Fed. de Cuba)                  | Rúben Companioni  |
| 3.ª     | 27 de marzo | La Paloma-Maldonado                              | 127,6    | Eugenio Gallego (Café La Brasileña)              | Antonio Hernández |
| 4.ª     | 28 de marzo | Minas-Treinta y Tres                             | 160,6    | Antonio Quintero (Fed. de Cuba)                  | Antonio Hernández |
| 5.ª     | 29 de marzo | Treinta y Tres-Melo                              | 110,7    | Antonio Quintero (Fed. de Cuba)                  | Rúben Companioni  |
| 6.ª     | 30 de marzo | Melo-Tacuarembó                                  | 173,3    | José Maneiro (Belo Horizonte)                    | Rúben Companioni  |
| 7.ª     | 31 de marzo | Tacuarembó-Paysandú                              | 179,7    | Daniel Lozano (Fénix)                            | Rúben Companioni  |
| 8.ª A   | 1 de abril  | Young-Trinidad                                   | ?        | Sergio Tesitore (España-La Paz)                  | Rúben Companioni  |
| 8.ª B   | 1 de abril  | Trinidad-Trinidad                                | ? (CRI)  | Eduardo Trillini (Sub Oficiales Policía Federal) | Alcides Echeverri |
| 9.ª     | 2 de abril  | Trinidad-Colonia                                 | 180      | Antonio Quintero (Fed. de Cuba)                  | Rúben Companioni  |
| 10.ª    | 3 de abril  | Rosario-Montevideo                               | ?        | Antonio Quintero (Fed. de Cuba)                  | Rúben Companioni  |

### Clasificación individual
| Pos. | Ciclista          | Equipo                                 | Tiempo           |
| ---- | ----------------- | -------------------------------------- | ---------------- |
| 1.º  | Rubén Companioni  | Federación de Cuba                     | 40 h 08 min 25 s |
| 2.º  | Eduardo Trillini  | Suboficiales Policía Federal Argentina | a 05 s           |
| 3.º  | Antonio Hernández | Federación de Cuba                     | a 08 s           |
| 4.º  | Conrado Cabrera   | Federación de Cuba                     | a 37 s           |
| 5.º  | Antonio Quintero  | Federación de Cuba                     | a 1 min 44 s     |
| 6.º  | Alcides Echeverri | Café La Brasileña                      | a 3 min 01 s     |
| 7.º  | José Cardozo      | Intrépido de Rocha                     | a 3 min 21 s     |
| 8.º  | Sergio Tesitore   | España-La Paz                          | a 3 min 30 s     |
| 9.º  | José Maneiro      | Belo Horizonte                         | a 4 min 08 s     |
| 10.º | Waldemar Correa   | Peñarol                                | a 4 min 39 s     |

### Clasificación por equipos
| Pos. | Equipo                                 | Tiempo            |
| ---- | -------------------------------------- | ----------------- |
| 1.º  | Federación de Cuba                     | 120 h 23 min 47 s |
| 2.º  | Suboficiales Policía Federal Argentina | a 22 min 36 s     |
| 3.º  | Café La Brasileña                      | a 25 min 50 s     |
| 4.º  | España-La Paz                          | a 34 min 15 s     |
| 5.º  | Cruz del Sur                           | a 41 min 06 s     |